# Arpad De Riso
Arpad De Riso (Budapest, 13 dicembre 1909 – Roma, 1983) è stato uno sceneggiatore italiano.
Nasce sopra un piroscafo sul Danubio nei pressi di Budapest, e viene registrato all'anagrafe della capitale ungherese. Era il fratello dell'attrice teatrale Giulietta De Riso e fra il 1952 e il 1977 ha lavorato ad oltre sessanta sceneggiature. Si spegne a Roma all'età di 73 anni.

## Filmografia
- Tormento del passato, regia di Mario Bonnard (1952)
- La storia del fornaretto di Venezia, regia di Giacinto Solito (1952)
- Addio, figlio mio!, regia di Giuseppe Guarino (1953)
- La Gioconda, regia di Giacinto Solito (1953)
- La grande avventura, regia di Mario Pisu (1954)
- Yalis, la vergine del Roncador, regia di Francesco De Robertis (1955)
- Mattino di primavera, regia di Giacinto Solito (1957)
- 3 straniere a Roma, regia di Claudio Gora (1958)
- Un canto nel deserto, regia di Marino Girolami (1959)
- Agosto, donne mie non vi conosco, regia di Guido Malatesta (1959)
- La strada dei giganti, regia di Guido Malatesta (1960)
- Ti aspetterò all'inferno, regia di Piero Regnoli (1960)
- L'ultimo dei Vikinghi, regia di Giacomo Gentilomo (1961)
- Goliath contro i giganti, regia di Guido Malatesta (1961)
- Il trionfo di Maciste, regia di Tanio Boccia (1961)
- La furia di Ercole, regia di Gianfranco Parolini (1962)
- Maciste contro i mostri, regia di Guido Malatesta (1962)
- Zorro alla corte di Spagna, regia di Luigi Capuano (1962)
- Giulio Cesare, il conquistatore delle Gallie, regia di Tanio Boccia (1962)
- La tigre dei sette mari, regia di Luigi Capuano (1962)
- Il boia di Venezia, regia di Luigi Capuano (1963)
- Golia e il cavaliere mascherato, regia di Piero Pierotti (1963) - non accreditato
- Brenno il nemico di Roma, regia di Giacomo Gentilomo (1963)
- Il Leone di San Marco, regia di Luigi Capuano (1964)
- Sansone contro il corsaro nero, regia di Luigi Capuano (1964)
- Ercole contro Roma, regia di Piero Pierotti (1964)
- Maciste e la regina di Samar, regia di Giacomo Gentilomo (1964)
- Sandokan alla riscossa, regia di Luigi Capuano (1964)
- Sansone e il tesoro degli Incas, regia di Piero Pierotti (1964)
- Sandokan contro il leopardo di Sarawak, regia di Luigi Capuano (1964)
- La vendetta dei gladiatori, regia di Luigi Capuano (1964)
- Appuntamento a Dallas (Destination Miami: Objective Murder), regia di Piero Regnoli (1964)
- I misteri della giungla nera, regia di Luigi Capuano (1965)
- La rivincita di Ivanhoe, regia di Tanio Boccia (1965)
- Erik il vichingo, regia di Mario Caiano (1965)
- L'avventuriero della Tortuga, regia di Luigi Capuano (1965)
- Agente 077 dall'Oriente con furore, regia di Sergio Grieco (1965)
- Agente segreto 777 - Operazione Mistero, regia di Enrico Bomba (1965)
- Il mistero dell'isola maledetta, regia di Piero Pierotti (1965)
- Uccidete Johnny Ringo, regia di Gianfranco Baldanello (1966)
- Come rubare un quintale di diamanti in Russia, regia di Guido Malatesta (1967)
- Il magnifico texano, regia di Luigi Capuano (1967)
- L'uomo del colpo perfetto, regia di Aldo Florio (1967)
- Sigpress contro Scotland Yard (Mister Zehn Prozent - Miezen und Moneten), regia di Guido Zurli (1968)
- Zorro alla corte d'Inghilterra, regia di Franco Montemurro (1969)
- Justine, ovvero le disavventure della virtù (Marquis de Sade: Justine), regia di Jesús Franco (1969)
- Quella dannata pattuglia, regia di Roberto Bianchi Montero (1969)
- 36 ore all'inferno, regia di Roberto Bianchi Montero (1969)
- Garringo, regia di Rafael Romero Marchent (1969)
- I Leopardi di Churchill, regia di Maurizio Pradeaux (1970)
- Il magnifico Robin Hood, regia di Roberto Bianchi Montero (1970)
- Le calde notti di Don Giovanni, regia di Alfonso Brescia (1971)
- Un omicidio perfetto a termine di legge, regia di Tonino Ricci (1971)
- In nome del padre, del figlio e della Colt, regia di Mario Bianchi (1971)
- I senza Dio, regia di Roberto Bianchi Montero (1972)
- La colt era il suo Dio, regia di Luigi Batzella (1972)
- Passi di danza su una lama di rasoio, regia di Maurizio Pradeaux (1973)
- L'onorata famiglia - Uccidere è cosa nostra, regia di Tonino Ricci (1973)
- Storia di karatè, pugni e fagioli, regia di Tonino Ricci (1973)
- Küçük kovboy. regia di Guido Zurli (1973)
- Il figlio di Zorro, regia di Gianfranco Baldanello (1973)
- La ragazzina, regia di Mario Imperoli (1974)
- I figli di Zanna Bianca, regia di Maurizio Pradeaux (1974)
- Passi di morte perduti nel buio, regia di Maurizio Pradeaux (1977)